# Căzănești (Ialomiţa)
Pour les articles homonymes, voir Căzănești.
Căzănești est une ville roumaine située dans le județ de Ialomița.